# Bieńkiewicze
Bieńkiewicze (biał. Бенкевічы, Bienkiewiczy; ros. Бенкевичи, Bieńkiewiczi) – wieś na Białorusi, w obwodzie grodzieńskim, w rejonie lidzkim, w sielsowiecie Krupa.
Współcześnie wieś obejmuje także dawną okolice Tubielewicze.

## Historia
W XIX i w początkach XX w. okolice szlacheckie Bieńkiewicze i Tubielewicze położone były w Rosji, w guberni wileńskiej, w powiecie lidzkim, w gminie Żyrmuny.
W dwudziestoleciu międzywojennym leżały w Polsce, w województwie nowogródzkim, w powiecie lidzkim, w gminie Żyrmuny. W 1921 Bieńkiewicze liczyły 57 mieszkańców, zamieszkałych w 11 budynkach. Tubielewicze zaś liczyły 35 mieszkańców, zamieszkałych w 8 budynkach. Mieszkańcami obu miejscowości byli wyłącznie Polacy wyznania rzymskokatolickiego.
Po II wojnie światowej w granicach Związku Sowieckiego. Od 1991 w niepodległej Białorusi.